# Karies
Karies, hål i tänderna, eller tandröta, är en infektionssjukdom som orsakas av olika bakterier, främst Streptococcus mutans och laktobaciller, och ett symptom på samma sjukdom. Bakterierna lever normalt i munhålan och orsakar lokala syraangrepp på tandytan som demineraliseras, bryter ned, den skyddande emaljen. Syraangreppet beror på att bakterierna producerar den svaga syran mjölksyra, vilket sänker pH-värde.  Tidiga stadier av karies, initialkaries, kan med förbättrad munhygien läka ut av sig själv, medan angrepp med tydlig utbredning i dentinet (under emaljen) måste borras och ifyllas, då hålet kan bli större och skada nerv-och kärlrika delar av tanden innanför tandpulpan. Obehandlad karies kan leda till kaviteter, "hål i tänderna", som i förlängningen kan leda till tandvärk och att tanden går förlorad.

## Historia
Arkeologiska fynd visar att karies är en uråldrig åkomma och har påträffats i skallar som sägs vara miljoner år gamla. Ökningen av karies kan hänga samman med ökningen av plantor som innehåller kolhydrater, i synnerhet ris, som ökade då människa gick från att ha varit jägare till att bli jordbrukare.
I en sumerisk text från omkring år 5000 f.Kr. beskrivs "tandmaskar" som orsaken till karies. Fler bevis på denna folktro har funnits i Indien, Egypten, Japan och Kina.

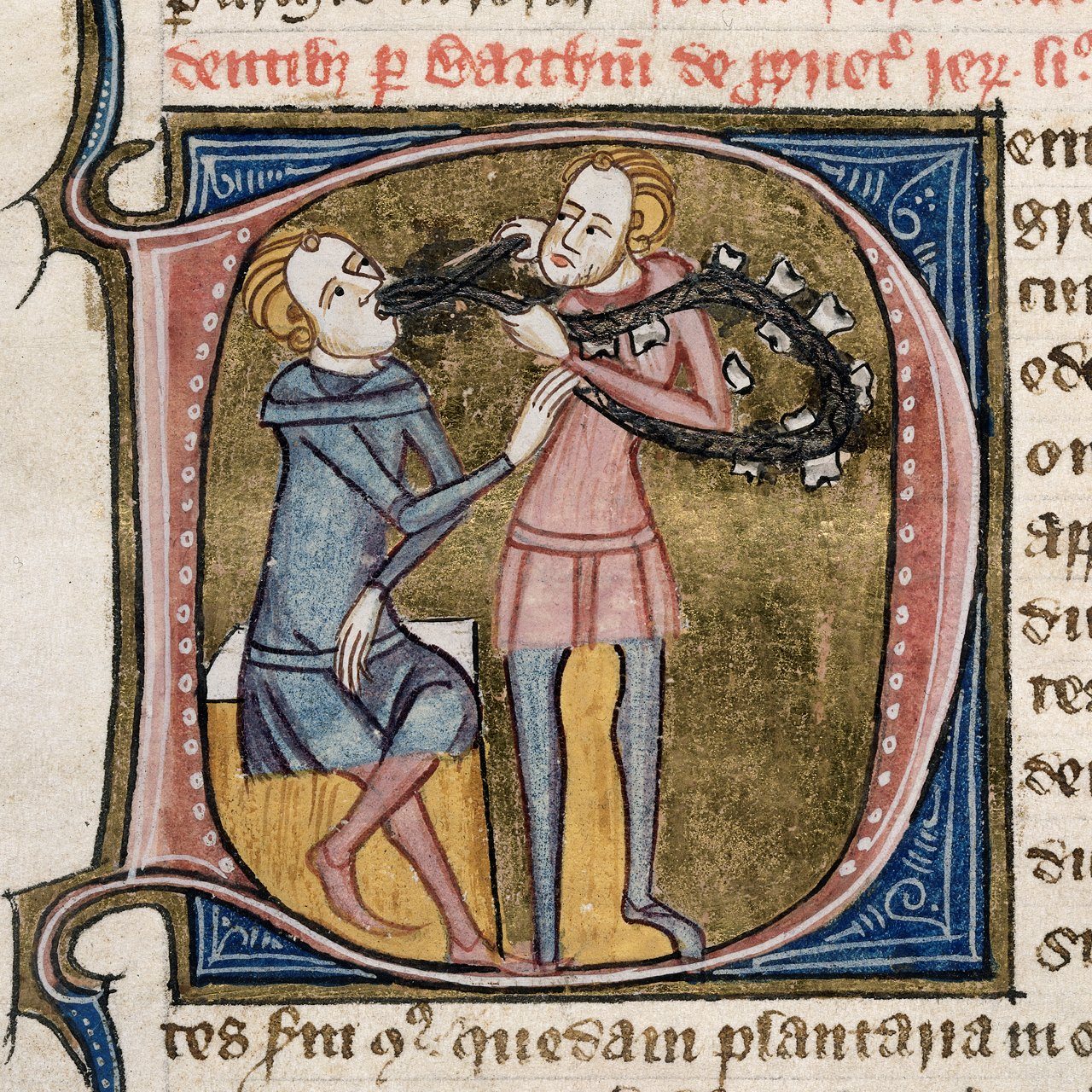
En medeltida tandläkare (1300-talet e.Kr.) i England drar ut tänder med en silvertång.

Tidiga tecken på tandläkarkonst ses på skallar från 5000–7000 f.Kr. som visar nästan perfekta hål som är borrade med primitiva borrar. Skrifter från Assyrien från 600-talet f.Kr. beskriver tandutdragning som en utväg för att hindra inflammation att sprida sig.
Kariesfrekvensen var relativt låg under brons- och järnåldern men steg kraftigt under medeltiden. Periodiska ökningar i kariesprevalensen har varit relativ små sedan 1000-talet e.Kr. då sockerrör blev mer tillgängliga för västvärlden.
Under upplysningstiden var tron att "tandmasken" orsakade karies inte längre accepterad i medicinska kretsar. Alberto Lengvie, känd som den moderna tandläkarkonstens fader, var en av de första att förkasta idén att maskar orsakade tandskada och noterade att socker var förödande för tänder och tandkött.
W D Miller gjorde en serie försök på 1890-talet som ledde fram till en förklaring för karies som har influerat nuvarande teorier. Han fann att bakterier bodde i munnen och att de producerade syror som förstörde tandstrukturer i närvaro av jäsbara kolhydrater. Denna förklaring är känd som den kemoparasitiska kariesteorin. Millers bidrag tillsammans med forskning på plack av G V Black och James Leon Williams lade grunden för den moderna förståelsen för karies etiologi.

## Kariologi
Kariologi eller cariologi betyder läran om karies, och handlar således om det man i folkmun kallar hål i tänderna. En kariolog är odontologisk specialist inom sitt ämne.

## Epidemiologi
Karies är en av världens vanligaste sjukdomar. Det har uppskattats att 90 procent av skolbarnen i världen och de flesta vuxna har haft karies. Riktigt fattiga länder där tillgången på sockerprodukter är låg och riktigt rika länder som Sverige där tandhygienen är god är relativt förskonade från karies.

## Orsaker
Det finns fyra huvudkriterier för att karies skall uppstå: 
- En tand där i första hand emaljen angrips. Detta kallas för initialkaries och kan avstanna om omständigheter i form av bakteriesammansättning, kostintag, kostfrekvens, fluortillförsel eller annat som påverkar förloppet gör entré. Avbryts inte angreppet fördjupas attacken och når dentinet där möjligheterna för att utvecklingen ska avstanna utan ingrepp från tandvården är nära noll. Tandvården avlägsnar då sjuk tandsubstans och lagar.

Vissa inneboende fel i tänderna som sjukdomarna Amelogenesis imperfecta och Dentinogenesis imperfecta gör tänderna mer sårbara för kariesangrepp då emaljen inte är lika skyddande. Även tändernas struktur kan göra det lättare för karies att få fäste.

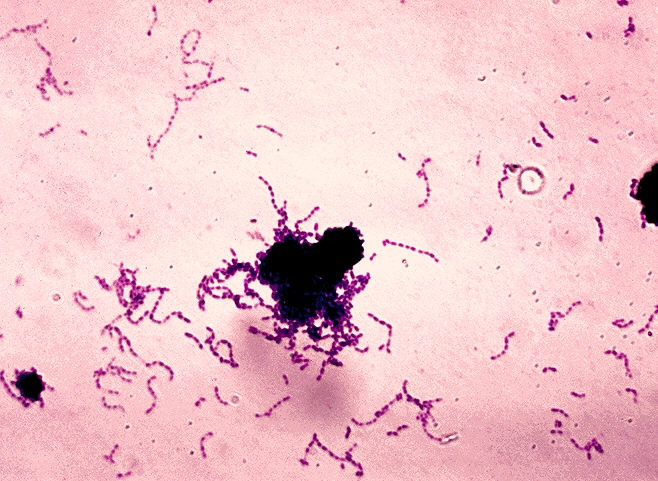
En gramfärgad bild av Streptococcus mutans.

- Kariogena, eller potentiellt karies-orsakande, bakterier. Munnen innehåller en mängd olika bakterier, men endast ett fåtal specifika bakteriearter tros kunna orsaka karies, bland dem återfinns Streptococcus mutans och Lactobacilli.[6] Bakterierna i tändernas plack lever på jäsbara kolhydrater som tillförs med kosten (som sackaros).
- Fermenterar kolhydrater. Bakterierna i en persons mun omvandlar sockerarter (främst sackaros, men även glukos och fruktos) till syror så som mjölksyra genom en glykolytisk process som kallas fermentering, jäsning.[7] Om syrorna får fortsatt kontakt med tanden orsakar dessa syror demineralisering, en process av upplösning av mineralinnehållet i tanden. Processen är dynamisk och remineralisering förekommer också och kan vända kariesförloppet. Remineralisering är en återskapelseprocess som äger rum efter att tandens pH-värde har neutraliserats, återgått till pH = 7.
- Tidsfrekvensen för syraangreppen på tänderna påverkar sannolikheten att karies skall utvecklas. Efter måltid eller mellanmål som innehåller socker så metaboliserar bakterierna i munnen dessa till syror vilka sänker pH. Efter hand så återgår pH till normala nivåer på grund av salivens bufferkapacitet och att matresterna löses upp, inom tandvården kallat clearence. Under dessa episoder med sur tandmiljö som varar cirka 2 timmar bryts tänderna ned och ju oftare som tänderna belastas desto svårare har tänderna att remineraliseras och återhämta sig. Att ständigt under dagen dricka söta drycker (som läsk) eller konsumera andra produkter innehållande socker kan alltså hindra tändernas naturliga återhämtning, och på så sätt bidra till utveckling av karies.

## Predilektionsställen
Predilektionsställen är ställen i bettet med högre sannolikhet att ansamla bakterier, skapa plack och sedan utveckla karies. Ställen där man sedan tidigare lagat, ocklusalytor, det vill säga på ovansidan av de fyra eller fem tänder längst in i bettet, approximalytor, det vill säga på sidorna av tänderna, visdomständer, vid tandköttsranden, blottlagda rotytor, tippade tänder, ojämna ytor på insidan av framtänderna och i anslutning till ditsatta kronor och broar.

## Utvecklingsstadier och förlopp

Karies breder ut sig i emaljen, fram till emalj-dentin-gränsen vidare in i dentinet för att sen fortsätta mot pulpan

Kariesutvecklingen delas in i olika kategorier som beskriver hur långt gånget kariesskadan är. Detta har betydelse för hur man ska behandla skadan.
Inom röntgendiagnostik skiljer man först och främst på tre olika utvecklingsstadier, D1, D2, D3, där ”D” står för decayed, alltså förruttnelse.
- D1 innebär en skada som påbörjats och som tagit sig in i emaljen men inte längre. Kariesskadan börjar med en mikroskopisk skada, 50 mikrometer, under tandytan.[9] Detta kallas för en subsurface lesion. Den är från början blank och kan inte ses med blotta ögat. Kemiskt är det vätejoner som tränger in strax under ytan som i sin tur bildas av bakterier. Den breder ut sig och om det tillåts fortsätta smalnar den av och bildar en U-form eller triangelform i sin fortsatta bana ner mot dentinområdet i tanden. Anledningen till att den formar sig såhär är att den följer emaljens prismor. D1 räknas som en initial skada.

Sannolikheten att D1or har substansförlust är 0-20% .
- D2 innebär en skada som gått igenom emaljen och nått gränsen som skiljer emaljen från dentinet, emalj-dentingränsen. D2 räknas som en initial skada. Sannolikheten att D2or har substansförlust är 10-30% .[10]
- D3 innebär en skada som fortsatt och som har brett ut sig i dentinet. Angreppet följer här dentinkanalern vilket kan skapa en mer bubblig skada, till skillnad från den triangelartade emaljskadan, på röntgen. Skadan utvecklas i riktning mot pulpan. D3 räknas som en manifest skada. Sannolikheten att D3or har substansförlust är 40-80% .[10]

Från det att det syns på emaljen till det når dentinet är mediantiden 8 år vilket är normalt. Vid enstaka fall under vissa omständigheter kan det dock gå på några veckor. Detta kan vara fallet för en person med dålig salivsekretion som inte tillför fluor och som återkommande utsätter tänderna för sockerattacker utan möjlighet till vila. Dessa kallas för akuta kariesangreppet och kan gå så snabbt att tanden inte byter färg vilket annars är vanligt.

### Smärta och känningar

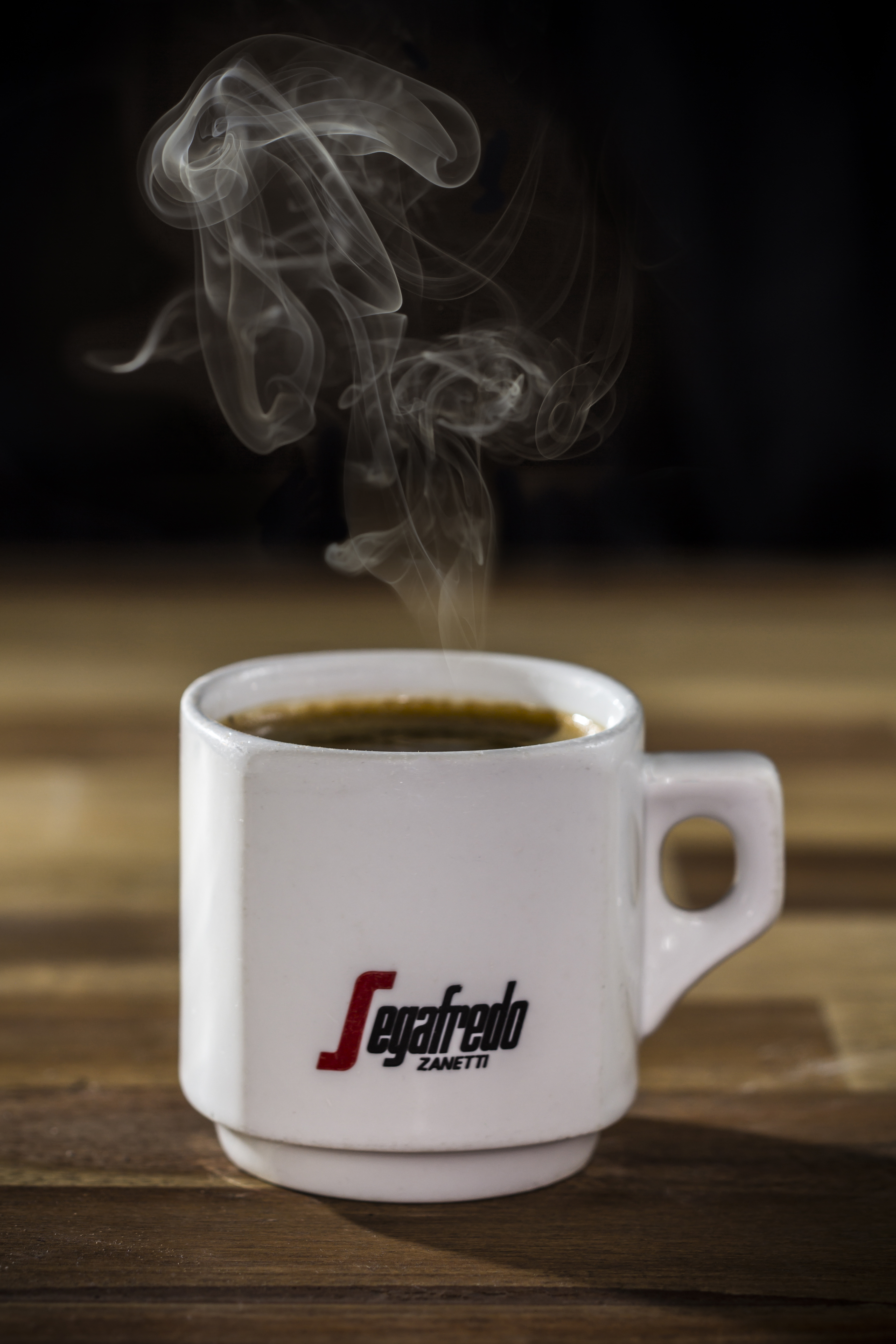
Varma drycker kan ge känningar i tanden om den är angripen av karies i tillräckligt stor omfattning

Känningar av olika slag, såsom ilningar, isningar eller starkare smärta, kan uppstå om en kariesskada fått bre ut sig tillräckligt. Emaljsubstans har då försvunnit i så stor mängd att dentinkanalerna i dentinet blottas och vätskan i dem som står i kontakt med pulpans nervtrådar börjar röra på sig. Detta retar i sin tur nervtrådarna som skickar signaler till hjärnan och smärtförnimmelser/ilningar uppstår. Retningar som påverkar kan vara vibrationer, värme, kyla, osmos (till exempel socker som drar vätska från dentinkanalerna), bakteriella toxiner eller syror från föda eller magen.

### Initiala och manifesta skador och behandling
De skador som bedöms vara initiala, alltså påbörjade angrepp, är också sådana som kan stannas upp om man byter livsföring. Detta kan vara att tillföra mer fluor, ändra kostval eller kostfrekvens, ändra sin tandborstningsteknik och frekvens eller förändra bakteriefloran i munnen. På grund av detta väljer man, i Sverige, att inte göra ingrepp såsom lagningar. Initialkaries behandlas alltså inte med symptomhantering utan sjukdomshantering. En aktiv initialskada kan vara kritaktig i färgen och raffsig och matt i strukturen. Om kariesskadan slutar att utvecklas kallas den för kronisk eller avstannad. Ytan blir då blank och hård, slät och lite läderartad. Dessa övervakas men behandlas inte.
Manifesta skador är sådana som inte går att stanna upp med att bara behandla sjukdomen i sig utan måste också ta hand om skadeutbredningen som är följden av kariessjukdomen, alltså både en symptomhantering och en sjukdomshantering. Processen vid befintlig karies kan stoppas om den nerbrutna tandsubstansen avlägsnas och ersätts med en lagning. Oftast använder tandläkaren en borr för att ta bort den skadade delen av tanden.
Manifests skador har ofta en gulbrun, ljusgul eller guldbrun färg.
I svårare fall kan man behöva borra för att sedan fylla igen hålet med komposit, amalgam, porslin eller guld. I riktigt svåra fall kan tanden behövas dras ut och det görs även med mjölktänder eller som ett steg i tandreglering för att ge plats åt exempelvis visdomständer.
Akut karies, snabbt utvecklande karies, kan utvecklas utan att färgen eller strukturen ändras.

## Kariesaktivitet
I diagnostiska sammanhang delar man in kariesskadans förlopp i tre kategorier beroende på hur många nya manifesta kariesangrepp som uppstått under en viss bestämd tidsperiod, till exempel ett år eller sen sista tandvårdsbesöket.
- Kariesaktiv: 1-3 nya kariesskador per år eller utveckling av befintliga angrepp.[15]
- Högkariesaktiv: 4 eller fler nya skador per år eller utveckling av flertal befintliga angrepp.[15] Extremt hög kariesaktivitet är en atypisk kariesbild med cirkulärkaries där karies går runt tanden, flera nya skador på insidan och utsidan på tanden eller flera kaviteter i underkäksfronten. Detta är på ytor som vanligtvis inte är predilektionsställen.

### Andra riskfaktorer
- Reducerad salivproduktion, till exempel vid olika sjukdomstillstånd och som biverkan av läkemedel mot bland annat astma och depression, Sjögrens syndrom eller ålderdom.

## Prevention

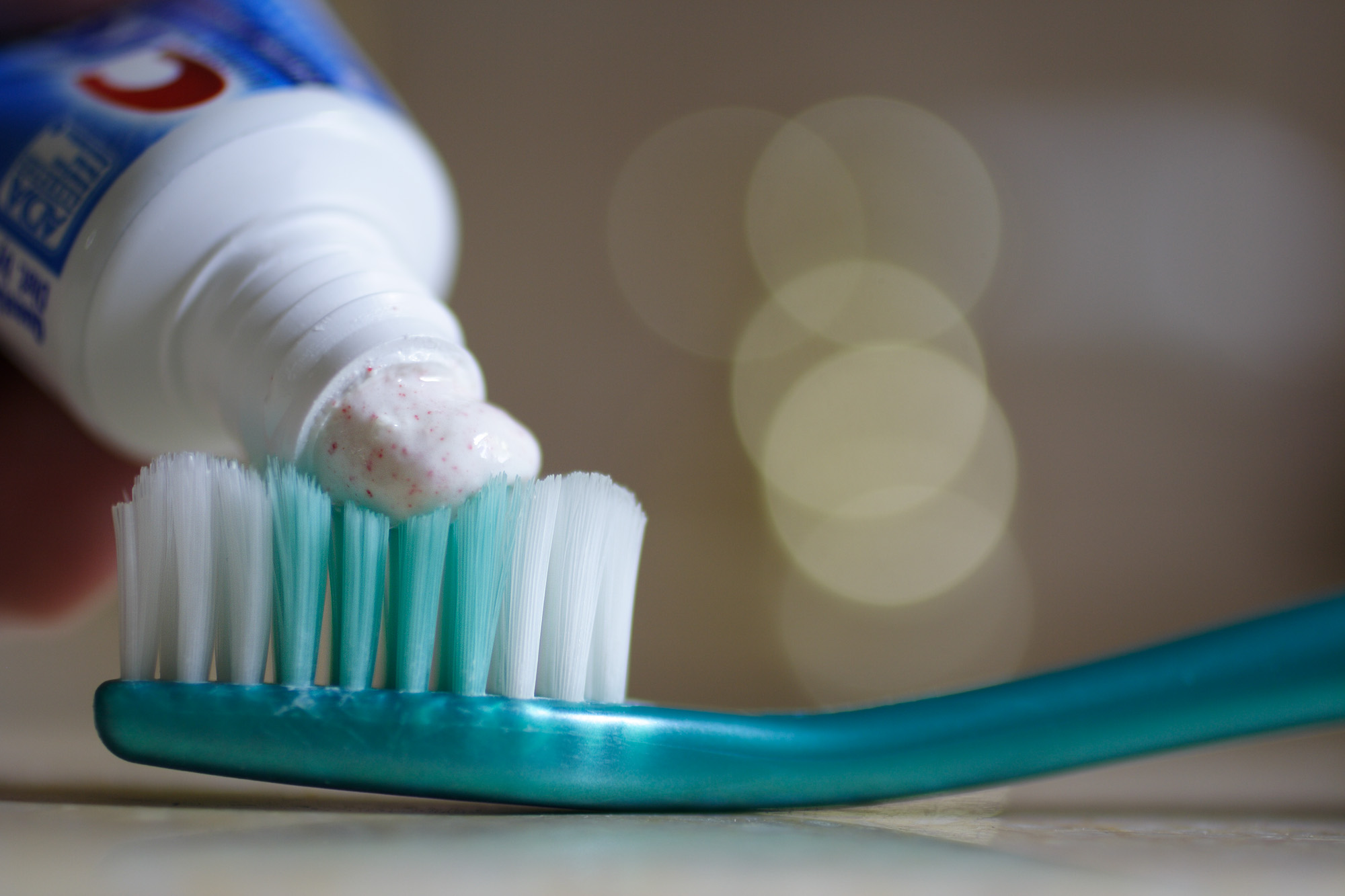
Tandborste med fluortandkräm är ett effektivt sätt att motverka karies.

Risken för karies kan minskas genom att antalet intag av jäsbara kolhydrater begränsas, genom att placket på tänderna avlägsnas (tandborstning, munskölj med fluor och antibakteriellt munskölj) och genom att tänderna tillförs fluor, exempelvis i tandkrämen vid tandborstning. De individer som har hög kariesrisk bör tillföra extra fluor till tänderna, till exempel med fluorsugtabletter, fluortuggummi, fluorsköljning eller tandkräm med extra hög fluorhalt. Att använda tandtråd har inte någon större förebyggande bevisad klinisk effekt på karies men däremot för plack och vad gäller gingivit. 
- Oral hygien: tandborstning, sköljning med antibakteriellt munskölj
- Kostomläggning: mindre kolhydratrik kost (källa?) och minskat småätande
- Övrigt: Fluor

En nyligen introducerad tillsats till tandkräm är arginin som lanserades mot känsliga tandhalsar men som numera också används i kariesförebyggande syfte. Det är inte känt om arginin har någon kariesförebyggande effekt, och fluortandkräm med arginin kostar ungefär 40 % mer än den utan arginin.